# Кінг-Джордж (Вірджинія)
Кінг-Джордж (англ. King George) — переписна місцевість (CDP) в США, в окрузі Кінг-Джордж штату Вірджинія. Населення — 4970 осіб (2020).

## Географія
Кінг-Джордж розташований за координатами 38°16′44″ пн. ш. 77°11′7″ зх. д. / 38.27889° пн. ш. 77.18528° зх. д. (38.279002, -77.185354).  За даними Бюро перепису населення США в 2010 році переписна місцевість мала площу 28,03 км², з яких 27,91 км² — суходіл та 0,12 км² — водойми.

## Демографія
Згідно з переписом 2010 року, у переписній місцевості мешкало 4457 осіб у 1539 домогосподарствах у складі 1155 родин. Густота населення становила 159 осіб/км².  Було 1681 помешкання (60/км²).
Расовий склад населення:
| - 75,4 % — білих - 18,3 % — чорних або афроамериканців - 1,1 % — азіатів - 0,4 % — корінних американців |

До двох чи більше рас належало 4,2 %. Частка іспаномовних становила 3,6 % від усіх жителів.
За віковим діапазоном населення розподілялося таким чином: 29,7 % — особи молодші 18 років, 60,7 % — особи у віці 18—64 років, 9,6 % — особи у віці 65 років та старші. Медіана віку мешканця становила 35,3 року. На 100 осіб жіночої статі у переписній місцевості припадало 95,2 чоловіків;  на 100 жінок у віці від 18 років та старших — 92,2 чоловіків також старших 18 років.
Середній дохід на одне домашнє господарство  становив 94 456 доларів США (медіана — 83 208), а середній дохід на одну сім'ю — 108 408 доларів (медіана — 96 250). За межею бідності перебувало 5,6 % осіб, у тому числі 7,7 % дітей у віці до 18 років та 2,2 % осіб у віці 65 років та старших.
Цивільне працевлаштоване населення становило 2607 осіб. Основні галузі зайнятості: публічна адміністрація — 19,1 %, роздрібна торгівля — 17,2 %, освіта, охорона здоров'я та соціальна допомога — 14,7 %, науковці, спеціалісти, менеджери — 13,5 %.